# San Francisco
San Francisco, oficiálně the City and County of San Francisco (Město a Okres San Francisco), je město na západním pobřeží USA. Leží v nejsevernější části Sanfranciského poloostrova, jižně od úžiny Golden Gate v ústí Sanfranciského zálivu. Je hlavním kulturním a finančním centrem Severní Kalifornie a oblasti San Francisco Bay Area. Se svými více než 825 000 obyvateli je 4. nejlidnatějším městem státu Kalifornie (po Los Angeles, San Diegu a San José) a 14. nejlidnatějším městem celých Spojených států. Po New Yorku je také druhým nejhustěji obydleným městem USA. Metropolitní oblast města čítá asi 4,8 milionu obyvatel. V celé městské aglomeraci San José-San Francisco-Oakland žije 8,4 miliónu lidí.
San Francisco je proslulé turistickými cíli, mezi které patří most Golden Gate Bridge, lanové tramvaje, bývalé vězení na ostrově Alcatraz a čínská čtvrť. Město, postavené na strmých svazích, je známé příjemně chladnými léty (15 až 20°C) a charakteristickou mlhou.
Díky velkému množství zajímavostí a památek je vyhledávaným cílem turistů. Je označováno za jedno z nejkrásnějších měst na světě.

## Historie

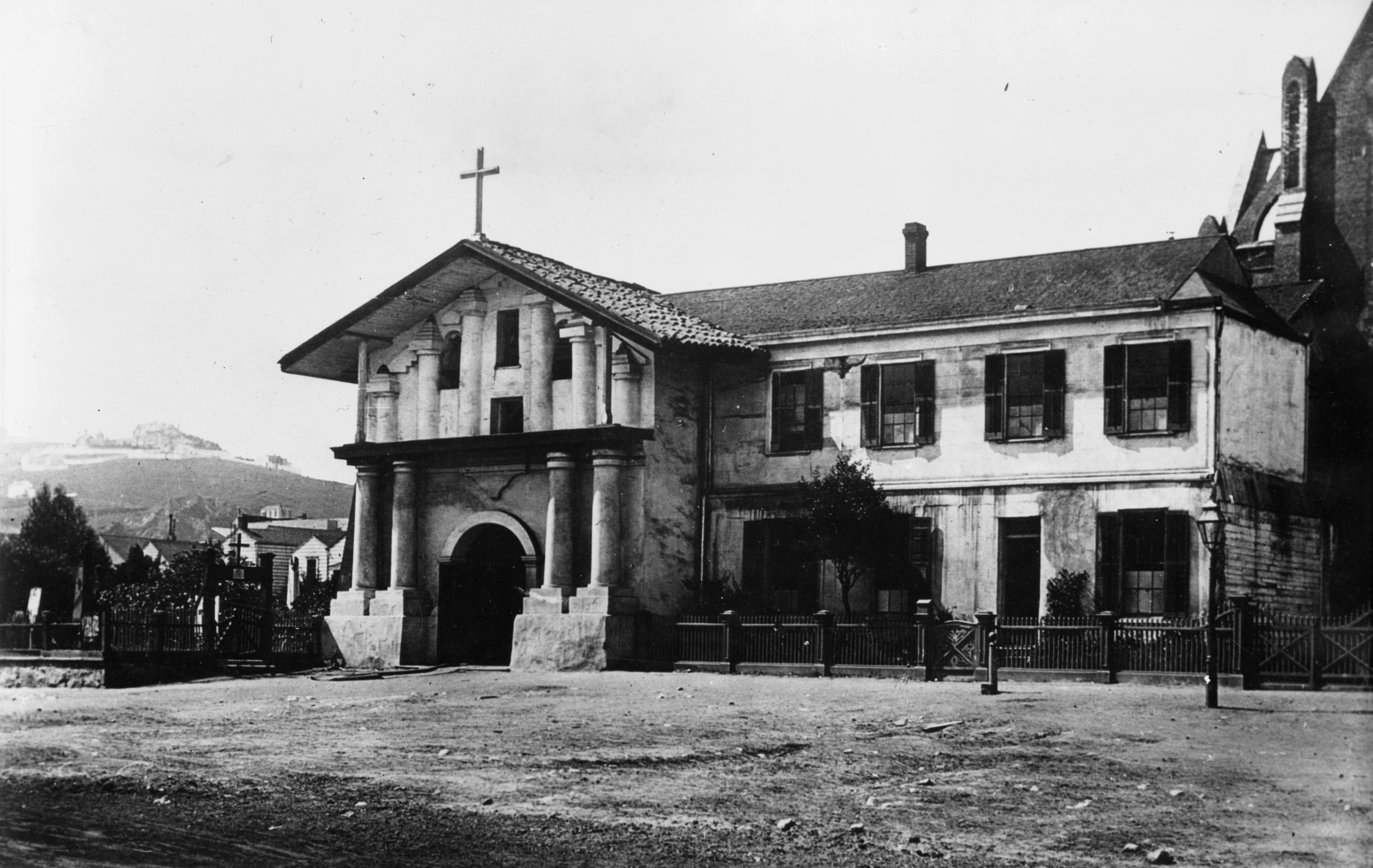
Misie sv. Františka z Assisi

Původní Američané se v oblasti San Francisca usadili před 10 000 lety. První Evropan, který vplul do Sanfranciské zátoky, byl španělský průzkumník Don Gaspar de Portola v roce 1770. První španělská misie, Mission San Francisco de Asis byla založena o šest let později 29. června 1776. Na místě, dnes nazývaném Presidio, byla postavena malá vojenská tvrz. Na ostrově Alcatraz postavili Španělé malou vesnici nazvanou Yerba Buena. Později připadlo území Mexičanům a stalo se nezávislým, ale izolovaným. Po dobytí Kalifornie Spojenými státy byla vesnice v roce 1847 přejmenována na San Francisco. V té době to bylo malé městečko s nehostinnou geografií. To vše se změnilo za dva roky. Zlatá horečka sem přitáhla imigrační vlnu. Počet obyvatel se v prosinci 1849 zvýšil z 1 000 na 25 000. Železnice, bankovnictví a těžební průmysl přivedl do města majoritní ekonomické síly. Na konci 19. století zde byly vybudovány čtyři univerzity.
Zemětřesení v roce 1906, spolu se souvisejícím požárem, zničilo 80 % města, včetně historického jádra. Zemřelo přes 3 000 lidí. Po roce 1906 bylo město rychle obnoveno. Otevření mostů San Francisco – Oakland Bay Bridge a Golden Gate Bridge v roce 1936 a 1937 způsobilo, že město bylo dostupnější a počet obyvatel prudce vzrostl. Během druhé světové války pak bylo hlavním přístavem, kde se naloďovala vojska pro válku v Tichomoří. Po válce vedly přílivy vracejících se vojáků, masívní přistěhovalectví a další faktory k tomu, že se San Francisco stalo hlavním centrem liberalizačních snah ve Spojených státech. V druhé polovině 20. století se San Francisco stalo magnetem pro malíře, spisovatele a rockové muzikanty. V roce 1967 zde během „Léta lásky“ došlo k masovému rozvoji hnutí hippies. Město se také stalo centrem osvobození homosexuálů. V roce 1989 zasáhlo město další zemětřesení. Bylo zničeno velké množství cest a silnic.

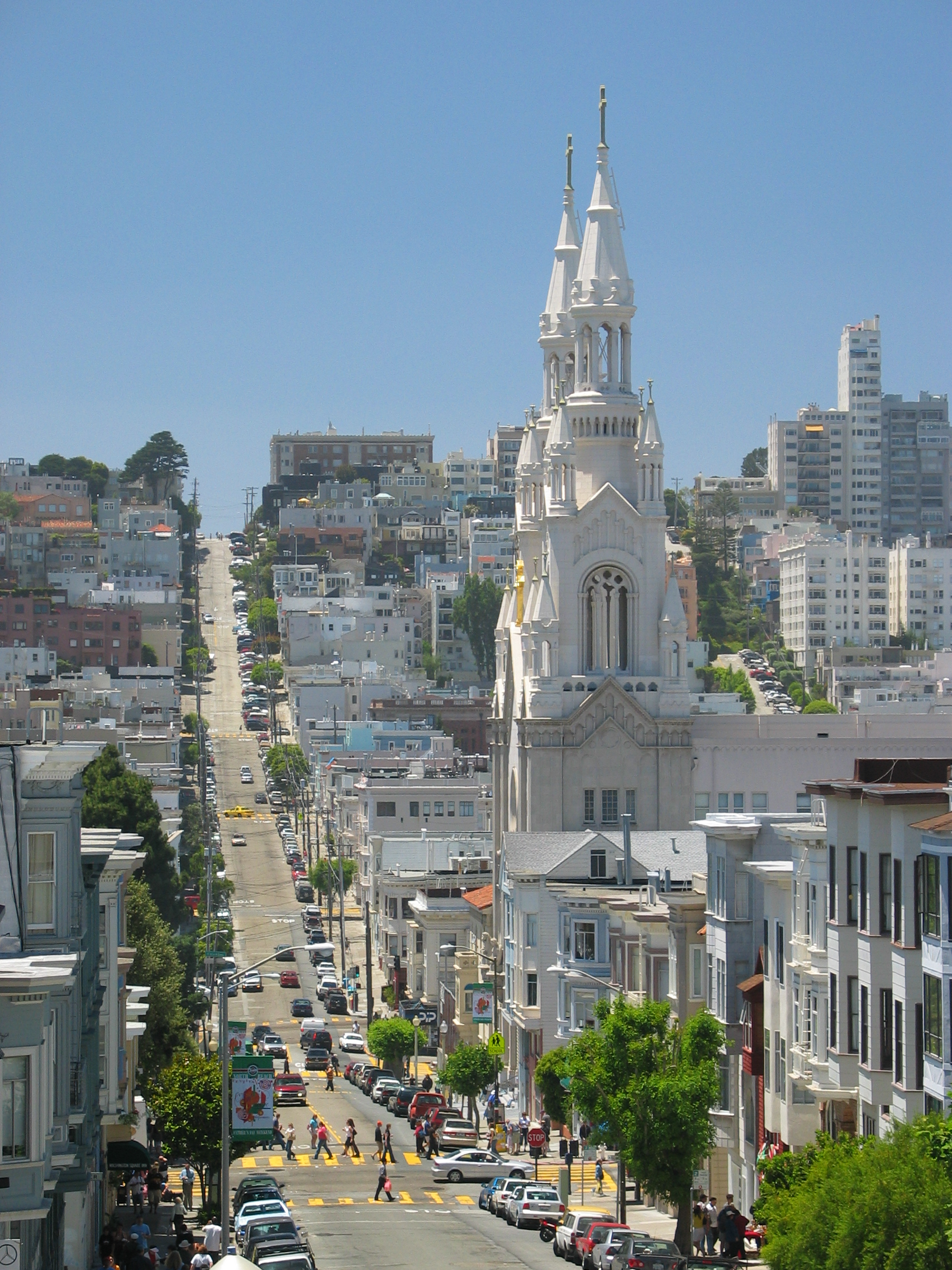
Kopcovitý terén San Francisca, Filbert Street

## Geografie a podnebí
San Francisco leží na západním pobřeží Spojených států a je ze tří stran obklopeno vodou; Tichým oceánem na západě a Sanfranciským zálivem. Součástí města je i několik ostrovů, například Alcatraz nebo Treasure Island. K městu patří i neobydlené Farallonské ostrovy v Tichém oceánu, vzdálené 43 kilometrů od města. Jeho hlavní část se rozprostírá na ploše zhruba 11×11 kilometrů. Díky své poloze je San Francisco významnou dopravní křižovatkou.
Pro San Francisco je typický nerovný terén s více než 50 kopci. Podle části z nich jsou pojmenovány i některé městské čtvrti, jako například Pacific Heights, Russian Hill, Potrero Hill, nebo Telegraph Hill.

### Počasí a podnebí

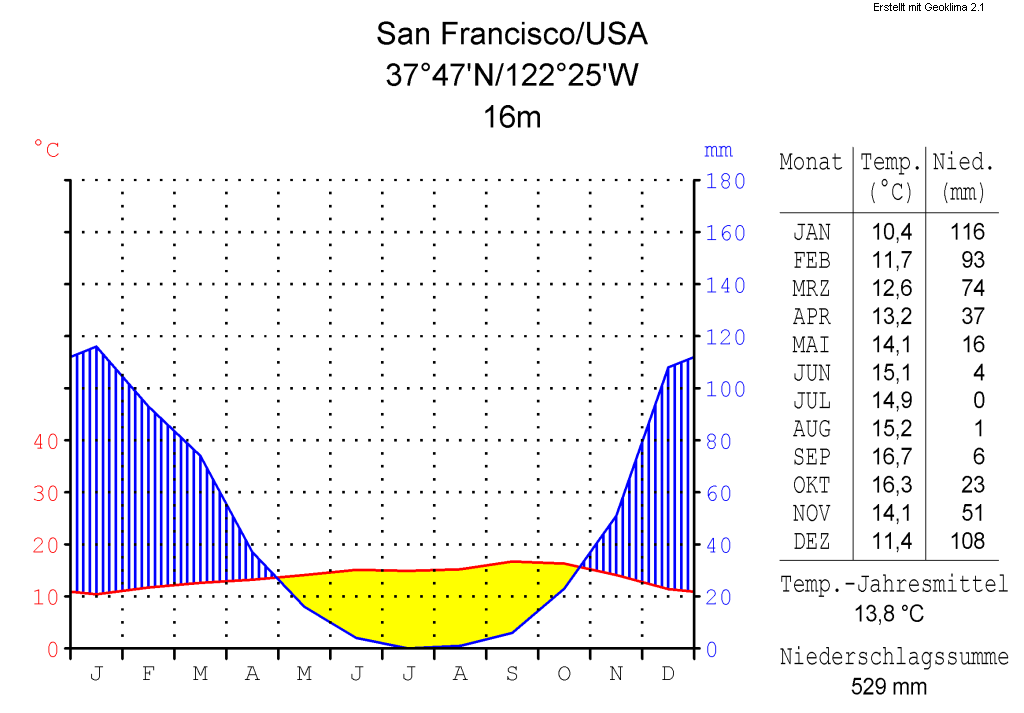
San Francisco - klimadiagram

Pro San Francisco jsou typické mírné deštivé zimy a suchá, ale nepříliš horká léta. Vzhledem k tomu, že je město ze tří stran obklopeno vodou, je sanfranciské klima silně ovlivněno studenými proudy Tichého oceánu, což přináší jen malé rozdíly mezi teplotami během roku. Průměrné letní teploty se pohybují do 21 °C. Nejvyšší teplota, která kdy byla v San Franciscu naměřena, bylo 39 °C 14. června 2000. Zimy jsou mírné s teplotami kolem 15 °C. Teploty většinou nikdy nesestoupí k 0 °C, s výjimkou nejnižší zaznamenané teploty −3 °C, která byla naměřena 11. prosince 1932. Nejvíce sněhu ve městě napadlo 5. února 1887, kdy leželo v ulicích centra města 9,4 cm sněhu, v ostatních částech San Francisca to bylo 17,8 cm. Poslední měřitelné sněžení bylo 5. února 1976, kdy na většinu území města napadlo 2,5 cm sněhu.
Kombinace studené vody Tichého oceánu a poměrně vysokých teplot kalifornské pevniny vytváří pro město charakteristickou mlhu. Ta může v jarním a letním období zahalit západní část města na celý den. Méně se mlha vytváří ve východních oblastech San Francisca, hlavně koncem léta a na podzim, kdy je ve městě nejtepleji. Kvůli kopcovitému reliéfu města a vlivu oceánu se podnebí v různých částech města může velmi lišit. Vysoké kopce ve středu města se vyznačují až 20% rozdílem v množství srážek než ostatní části města. Kopce také chrání východní oblasti před mlhami a oblačností.

## Městské čtvrtě

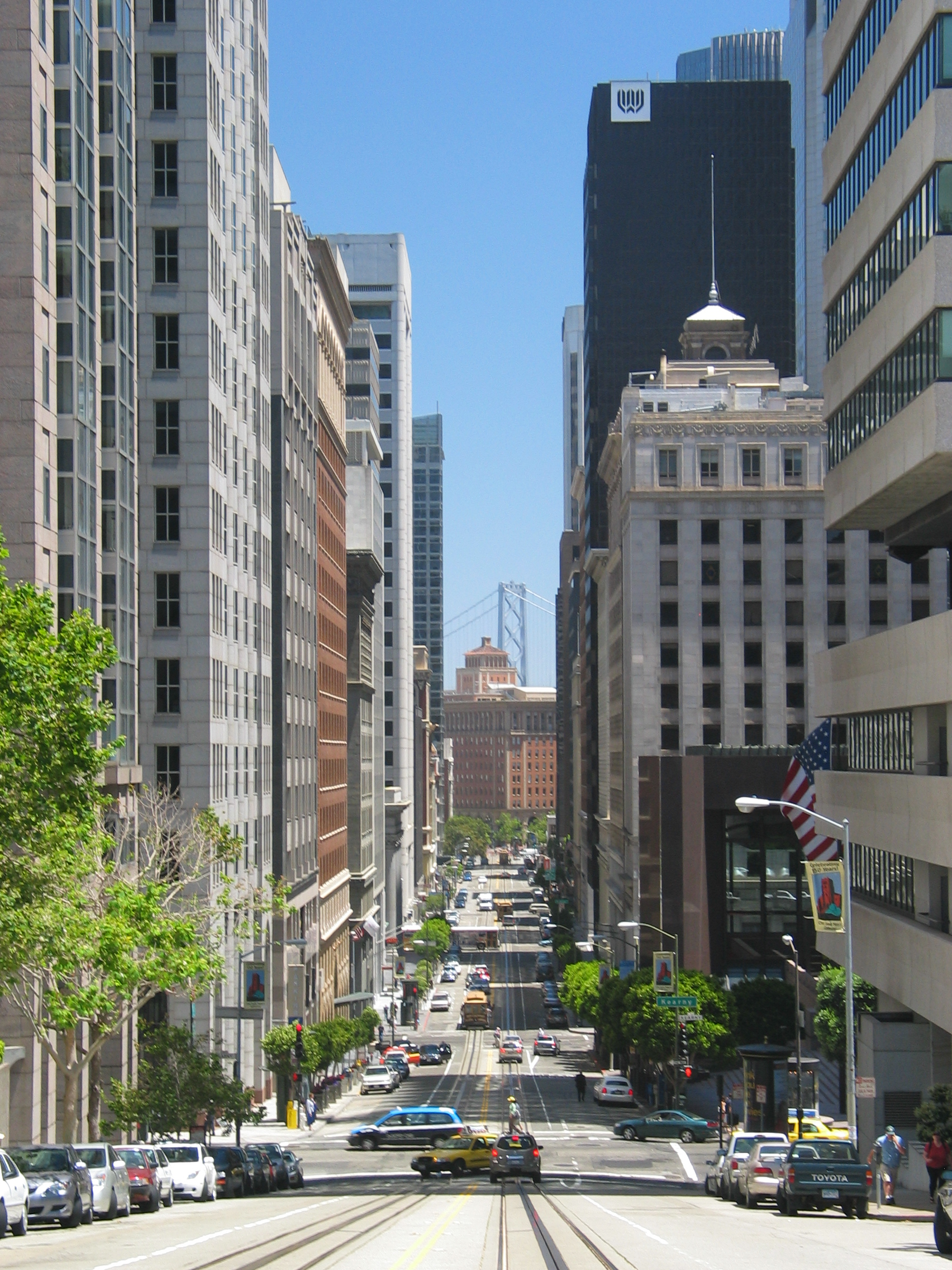
California street

Centrum San Francisca se nachází v severovýchodní části města. Za střed města lze považovat náměstí Union Square a jižně ležící severovýchodní konec ulice Market st. Obchodní a finanční centrum města tvoří na východ od Union Square ležící Financial District. Za centrum nákupů, restaurací a turistické centrum lze považovat severovýchodně ležící přístavní čtvrť Fisherman's Wharf.

### Union Square
V centru náměstí Union Square stojí socha admirála Deweyho, která má připomínat vítězství ve španělsko-americké válce. Náměstí ale nese jméno podle volebních shromáždění, které se tu konaly v době Americké občanské války. Union Square a okolí je známé pro řadu obchodů, obchodní domy, butiky, hotely a také divadla. Na jižní straně náměstí, na Geary Street, leží divadelní čtvrť. Jižně od Geary St., na menším náměstí A. S. Hallidie Plaza, je výchozí zastávka sanfranciské lanové tramvaje.

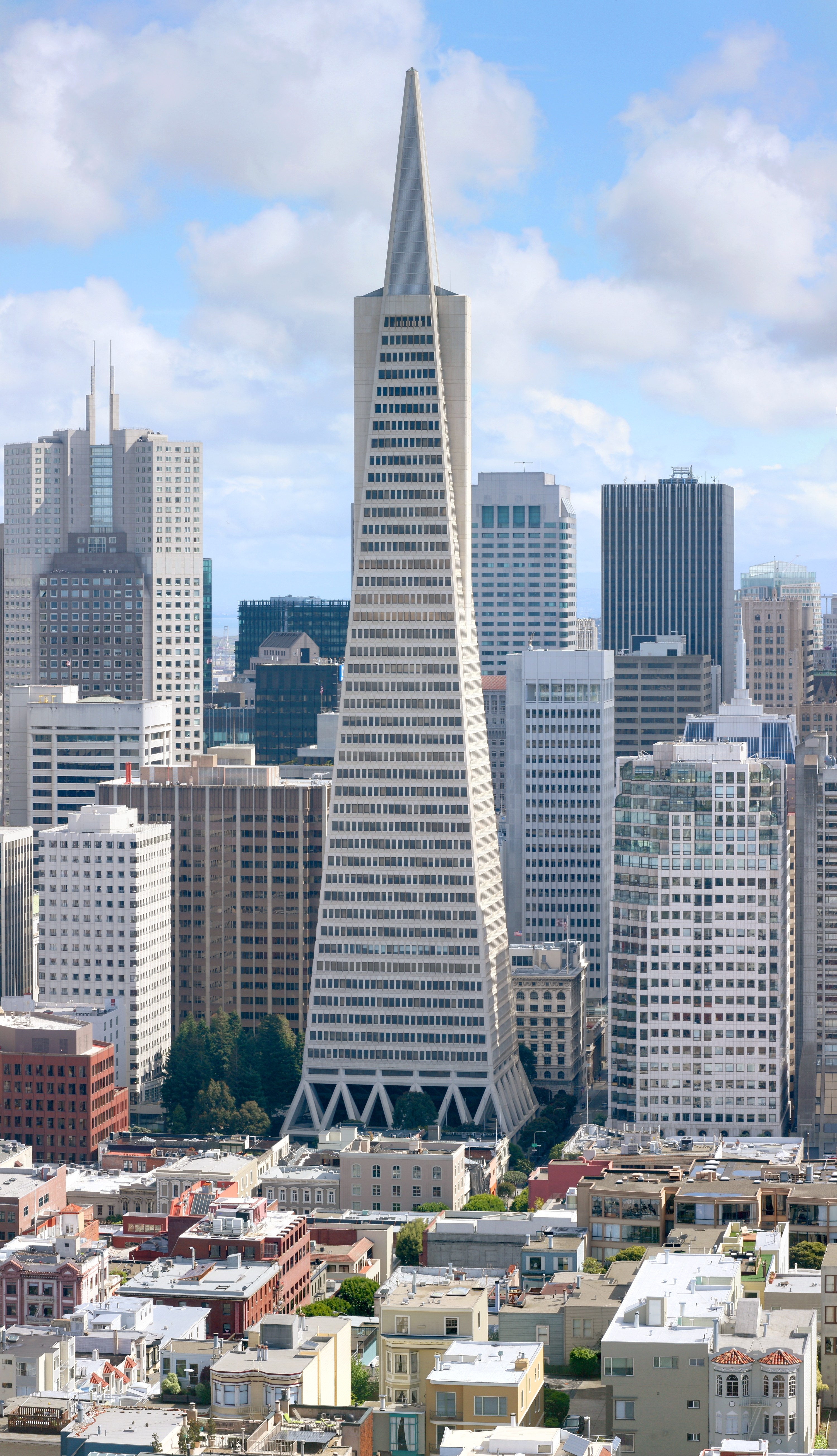
Transamerica Pyramid

### Financial District
Financial District leží severně od Market St. Čtvrť je charakteristická výškovými budovami, které zde postupně rostly po roce 1906. Na rohu Market St. a Kearny St. najdeme fontánu Lotta' Fountain, místo, kde se lidé shromažďovali po zemětřesení a požáru v roce 1906. Na severovýchodním konci Market St., při pobřeží Sanfranciského zálivu, stojí budova s vysokou věží Ferry Building z roku 1898, která byla postavena podle vzoru katedrální věže v Seville. Před budovou se pravidelně konají trhy Ferry Plaza Farmers' Market, kde lze zakoupit místní produkty. Severně od Ferry Building Marketplace leží pobřežní třída The Embarcadero. Dříve zde stála dvoupatrová dálnice, která byla v roce 1991 stržena. Dnes je třída lemovaná palmami, v jednotlivých přístavních budovách jsou kavárny, restaurace, galerie a komerční prostory. Na západní straně jsou bytové domy. V severní části Finanční čtvrti pak najdeme nejznámější výškovou budovu v San Franciscu, jeden ze symbolů města, Transamerica Pyramid. Budova má 48 pater a výšku 260 metrů, jejím autorem je losangeleský architekt W. Pereira. Vedle budovy se nachází Transamerica Redwood Park. Severně od budovy lze místy narazit na původní zástavbu z červených cihel, která dnes slouží především jako kanceláře.

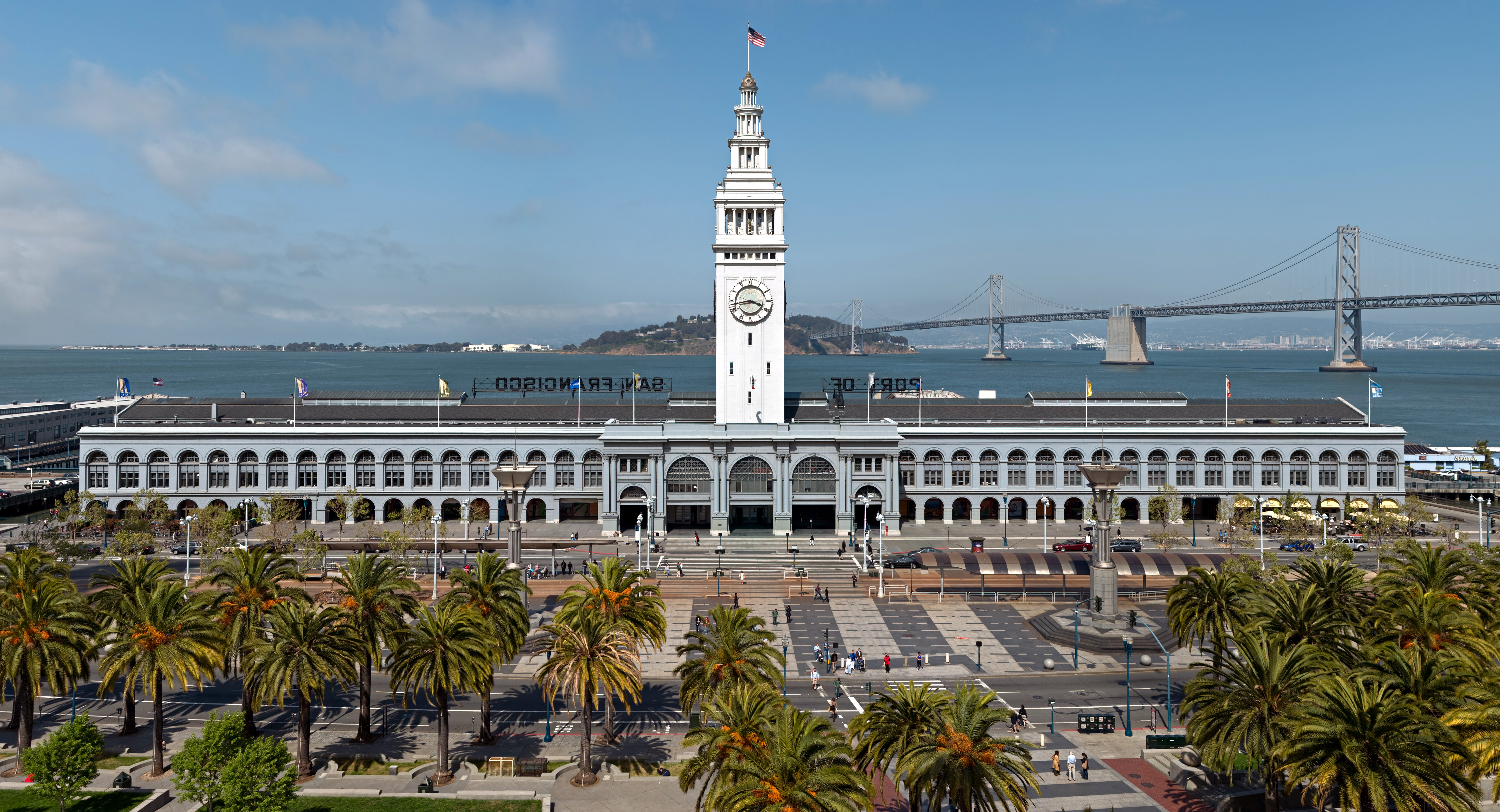
Ferry Building

### China Town
Čínská čtvrť leží severozápadně od Finanční čtvrti, začala postupně vznikat ve druhé pol. 19. st. migrací čínských dělníků a námořníků. Ve 20. st. ji postupně začali doplňovat Korejci, Vietnamci, Thajci a Laosané. Nejzajímavější místa jsou v oblasti Stockton a Grant St. kde jsou trhy s rybami, pekařství, bylinkářství. Významnou památkou v oblasti je katedrála Old Saint Mary's Cathedral z roku 1854, která přežila zemětřesení a požár.

### North Beach
North Beach se nachází severně od Čínské čtvrti a proslavila ji beatnická generace. Hlavní ulicí je Columbus Ave, kde lze najít řadu kaváren a knihkupectví, mimo jiné i City Lights Bookstore, první paperbackové knihkupectví ve Spojených státech. V severní části Columbus Ave se nachází Italská čtvrť se známou kavárnou Café Trieste. Jedním z center čtvrti je Washington Square s římsko-katolickým novogotickým chrámem Saints Peter and Paul Church.

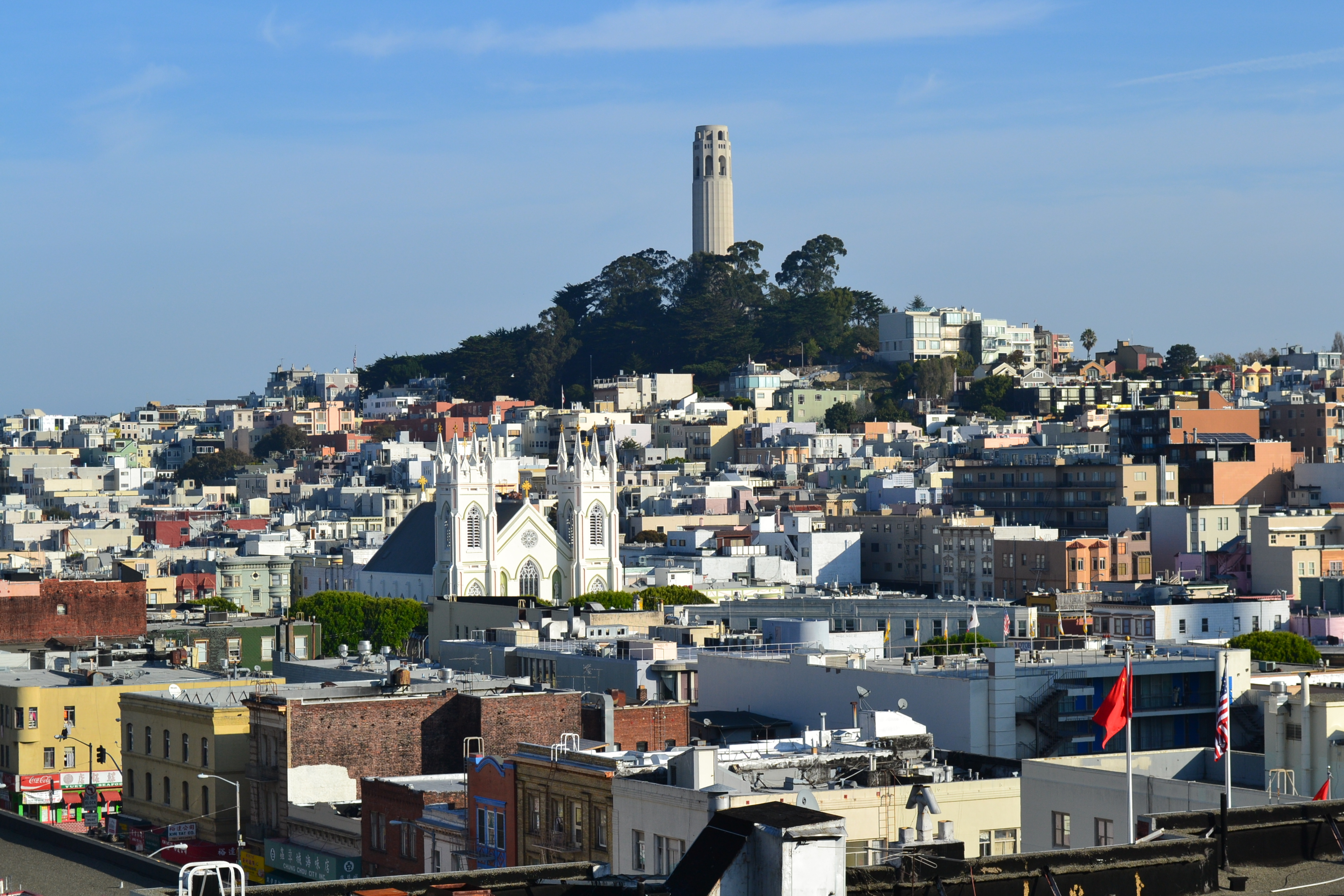
Telegraph Hill

### Telegraph Hill
Telegraph Hill leží východně od North Beach. Je to typická sanfranciská čtvrť s rodinnými domy v kopcovitém terénu. Oblíbeným turistickým cílem je Coit Tower, 64 m vysoká věž z roku 1933 na vrcholku Telegraph Hill. Z místa je pěkný výhled na město.

### Fisherman's Wharf a Marina District
Původně rybářský přístav Fisherman's Wharf je dnes jedním z turistických center San Francisca. Z pier 39 a 41 odplouvá lodní doprava po Sanfranciském zálivu a výletní lodě. Jinak je Fisherman's Wharf centrum nákupů, restaurací, rychlých občerstvení a obchodů se suvenýry. Západně od přístavu Fisherman's Wharf, již ve čtvrti Marina, se nachází původně opevnění, dnes rekreační oblast a park Fort Mason. Fort Mason byl v průběhu druhé světové války hlavním centrem naloďování a přeskupování námořních sil pro boje v Pacifiku. Severozápadní část Marina District tvoří přístaviště jachet a nábřeží s travnatou plochou. Jižní část bytová zástavba. V západním výběžku čtvrti se nachází zajímavá stavba z roku 1915 (rekonstruovaná v roce 1965 a 2009) určená k výstavám Palace of Fine Arts.

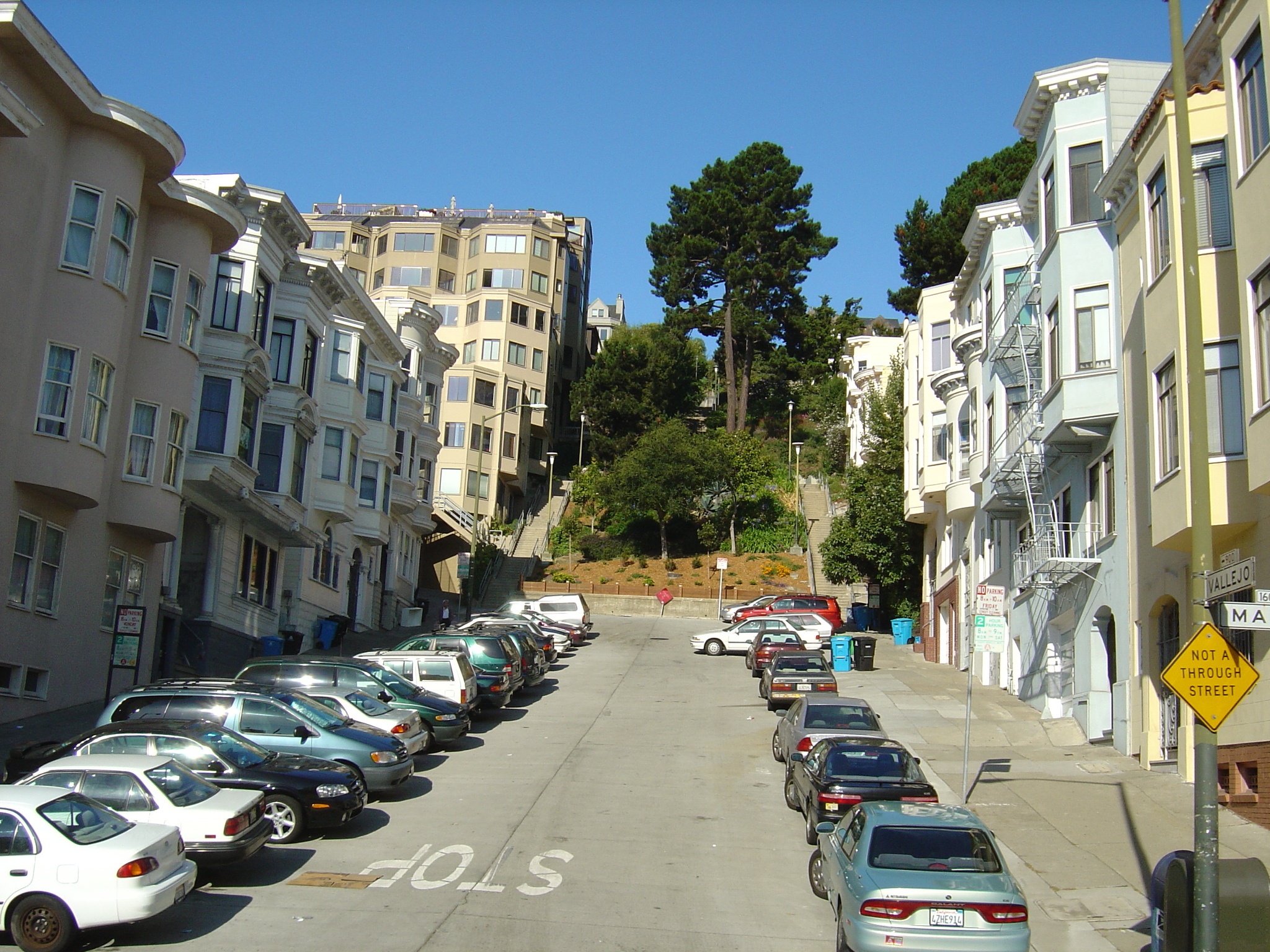
Zástavba v kopcovitém terénu

### Russian Hill
Russian Hill byl pojmenován po ruských námořnících. Čtvrť tvoří především bytová zástavba. Největší turistickou atrakcí je ulice Lombard Street s honosnými domy a především velmi prudkým klesáním, které bylo v roce 1922 vyřešeno osmi prudkými zatáčkami. Významný je ve čtvrti také San Francisco Art Institute, nejstarší umělecká škola západně od řeky Mississippi založená roku 1871.

### Nob Hill
Nob Hill leží jižně od Russian Hill. Čtvrť tvoří především typické sanfranciské dvoupatrové domy, dráha lanové tramvaje, výhledy na město, místní restaurace. Původně se zde usadili bohatí průmyslníci. Hlavní náměstí najdeme v místech, kde se kříží California a Taylor St. Zde stojí novogotická katedrála Grace Cathedral postavená podle vzoru francouzských katedrál v letech 1928–64. Má délku 100 m, šířku 49 m a maximální výšku 50 m. Ceněná je také budova hotelu Fairmont San Francisco dokončená v letech 1906–07.

## Městské části

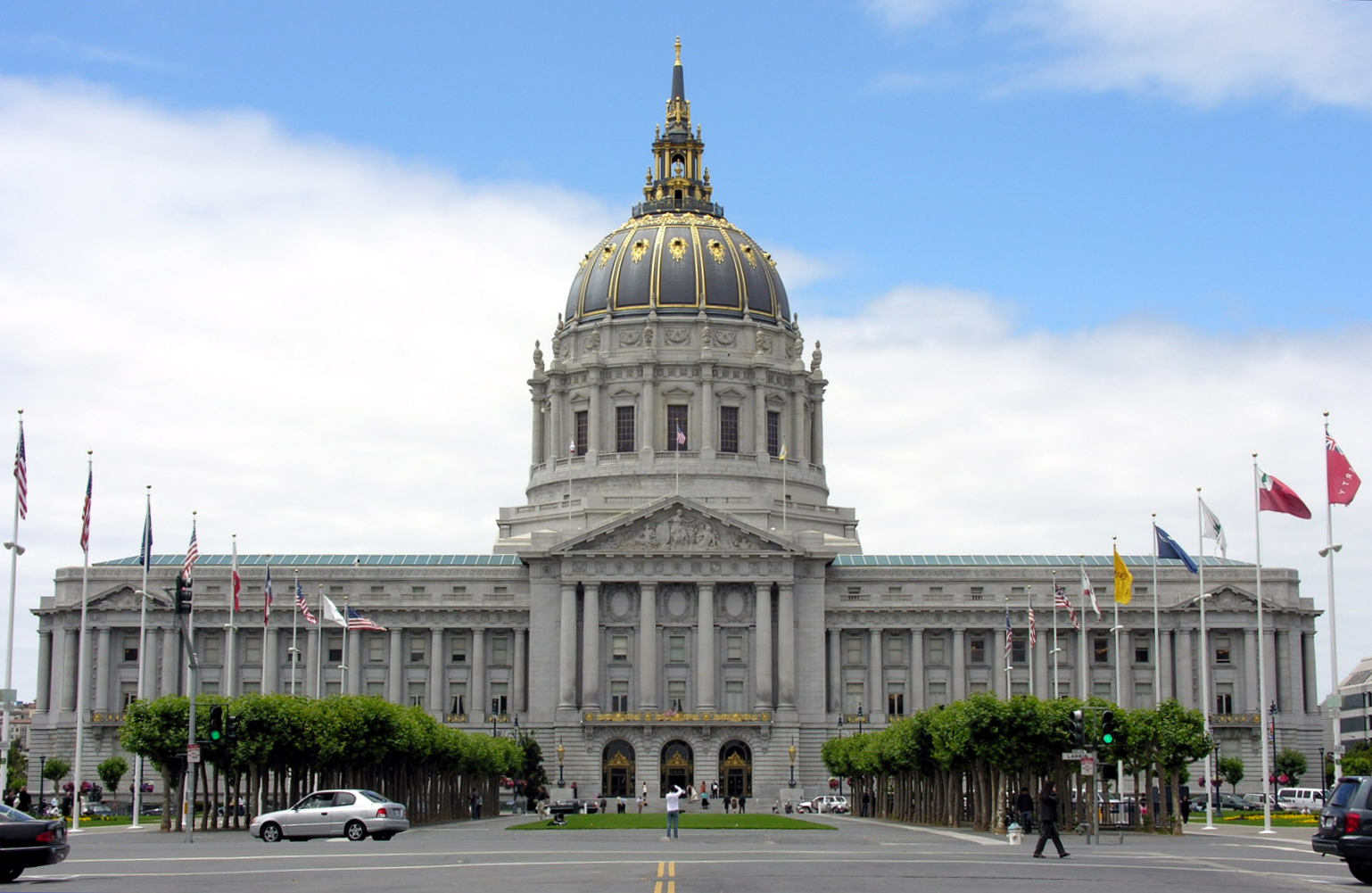
Budova radnice v San Franciscu

San Francisco se skládá z 39 městských čtvrtí (neighbourhoods). Seznam čtvrtí vychází z údajů sanfranciského Oddělení územního plánování (SF Planning Department).
Bayview, Bernal Heights, Castro/Upper Market, Chinatown, Crocker Amazon, Diamond Heights, Downtown Civic Center, Excelsior, Financial District, Glen Park, Golden Gate Park, Haight Ashbury, Inner Richmond, Inner Sunset, Lakeshore, Marina, Mission, Nob Hill, Noe Valley, North Beach, Ocean View, Outer Mission, Outer Richmond, Outer Sunset, Pacific Heights, Parkside, Potrero Hill, Presidio, Presidio Heights, Russian Hill, Seacliff, South Bayshore, South of Market, Treasure Island, Twin Peaks, Upper Market, Visitacion Valley, West of Twin Peaks, Western Addition.

## Stavby a architektura

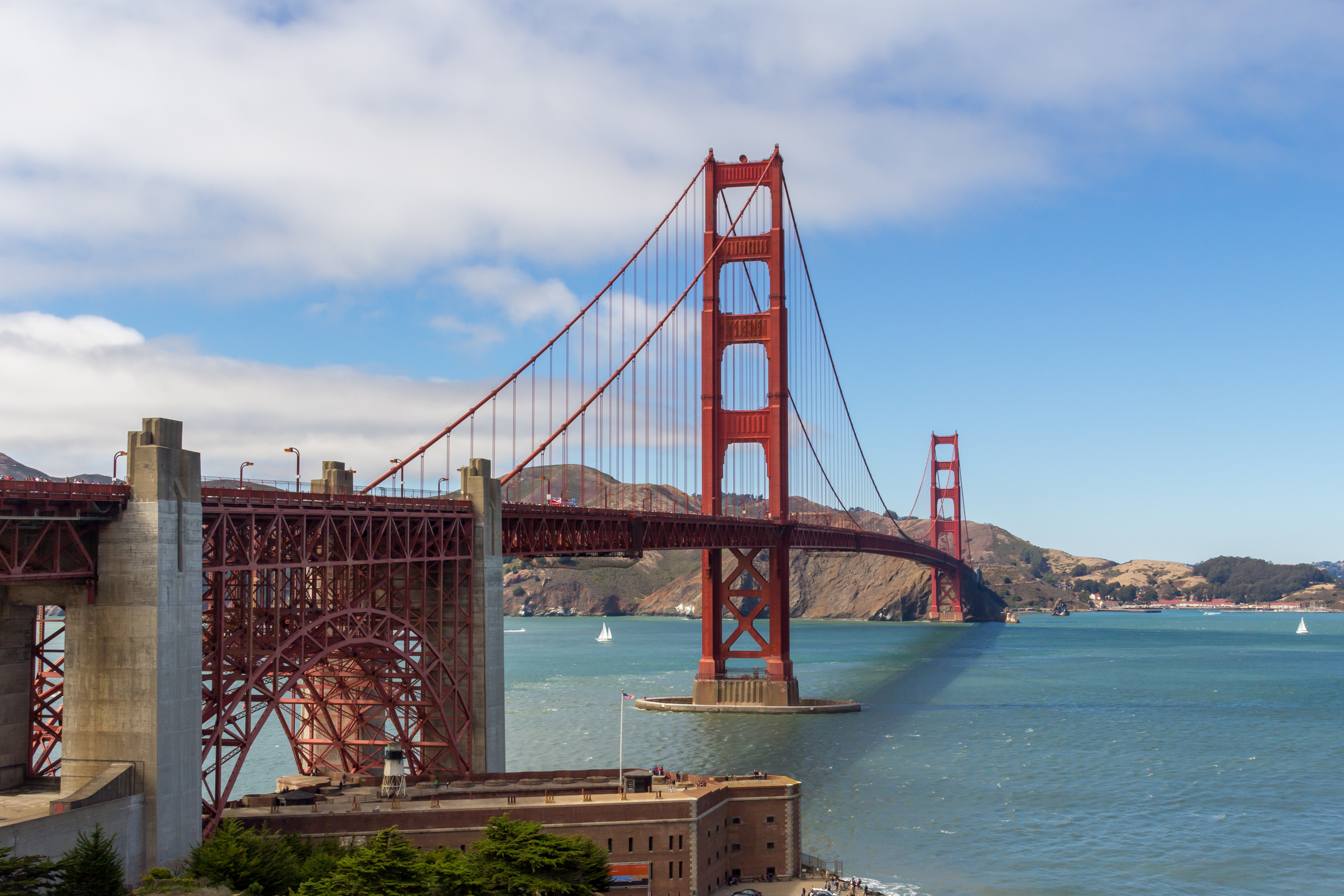
Golden Gate Bridge

### Budovy
Nejvyšší budovy v San Franciscu.

### Mosty
Golden Gate Bridge.
San Francisco–Oakland Bay Bridge.

## Doprava

### Městská
San Francisco je známé velmi hustou sítí veřejné městské dopravy. Kromě metra zde funguje několik linek historických tramvají a množství linek trolejbusů a autobusů.

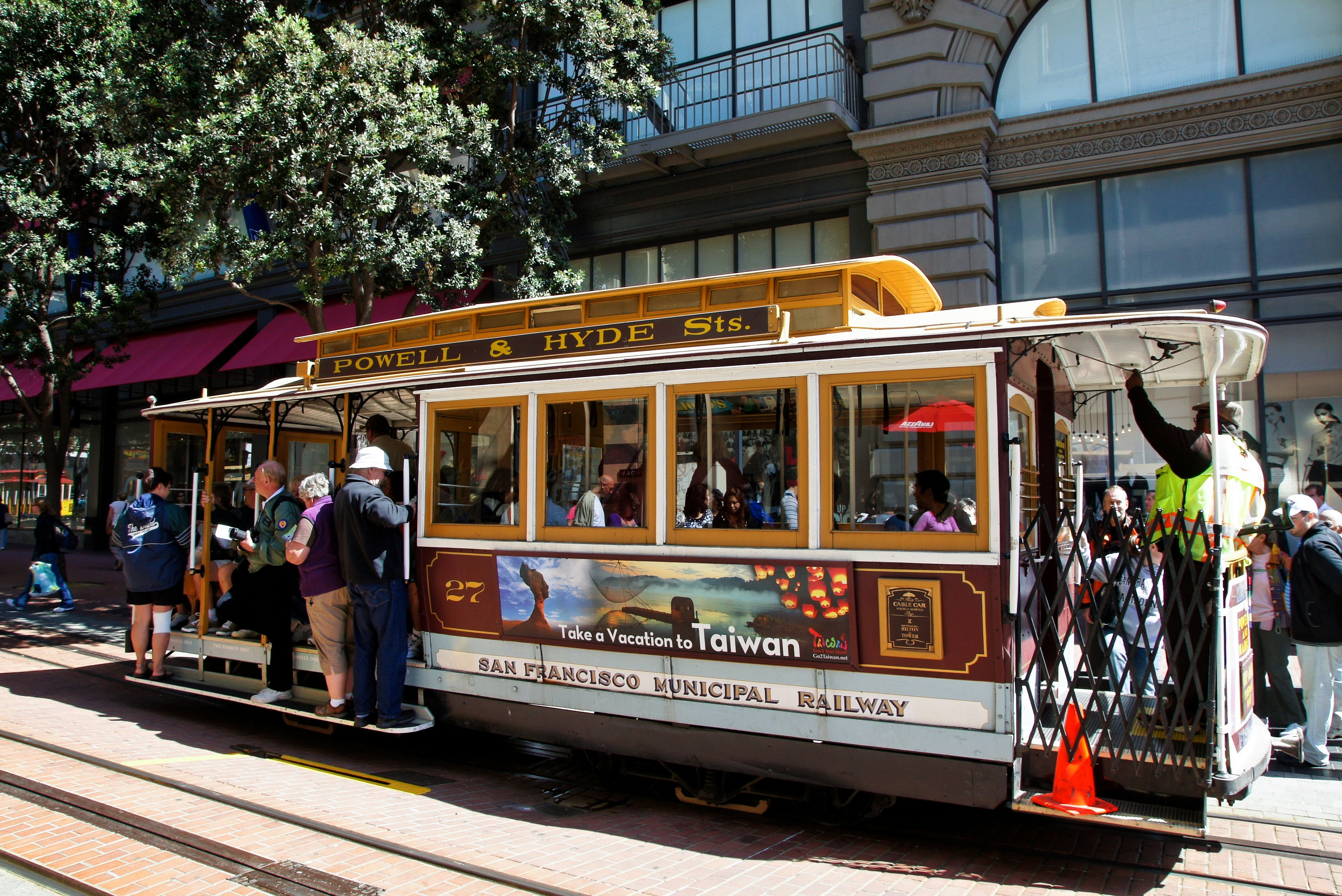
Vůz sanfranciské lanové tramvaje

### Silniční
Město protíná síť dálnic, které jsou napojeny na mosty překračující vody zálivu. Na sever přetíná úžinu Golden Gate most Golden Gate Bridge, na východ do Oaklandu vede most San Francisco-Oakland Bay Bridge. Na obou mostech se za vjezd do města platí mýto.

### Letecká
Sanfranciské mezinárodní letiště leží jižně od města. Je dosažitelné autobusy a rychlodráhou BART.

### Železniční
Vlakové soupravy společnosti Caltrain zajišťují spojení se San José na jihu. Rychlodráha BART spojuje město s mezinárodním letištěm. Podmořským tunelem vede trať rychlodráhy také na východ do Oaklandu a odtud pokračují linky do Dublinu, Fremontu, Pittsburghu a Richmondu. V současnosti se připravuje prodloužení systému BART přes Fremont až do San José.

### Námořní
San Francisco představuje hlavní námořní centrálu severní Kalifornie.

## Demografie

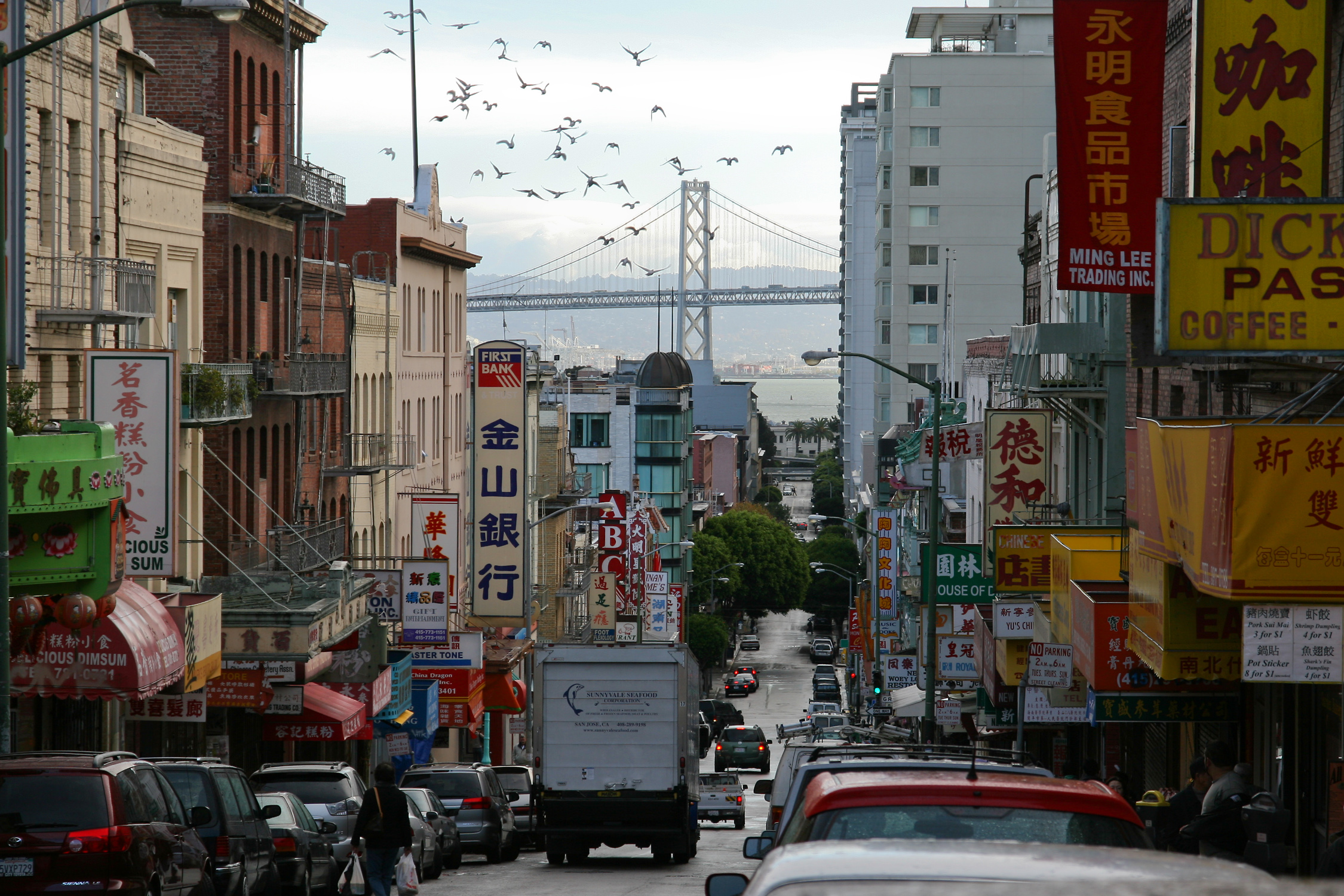
Čínská čtvrť

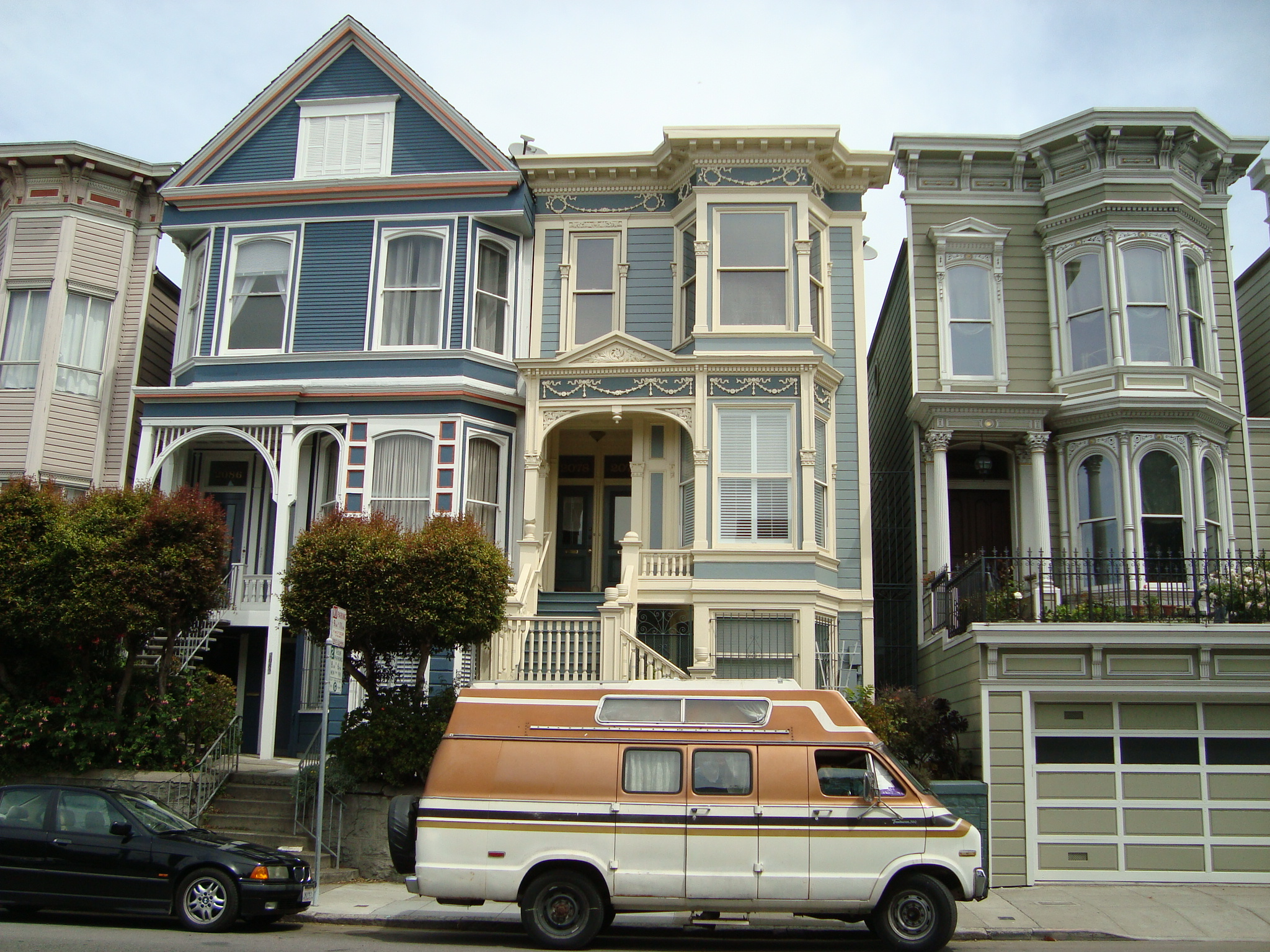
Sanfranciské domy

Podle sčítání lidu z roku 2010 zde žilo 805 235 obyvatel.

### Rasové složení
- 48,5 % bílí Američané
- 6,1 % Afroameričané
- 0,5 % američtí indiáni
- 33,3 % asijští Američané
- 0,4 % pacifičtí ostrované
- 6,6 % jiná rasa
- 4,7 % dvě nebo více ras

Obyvatelé hispánského nebo latinskoamerického původu, bez ohledu na rasu, tvořili 15,1 % populace.
| Rasové složení            | 2010   | 1990   | 1970   | 1940   |
| ------------------------- | ------ | ------ | ------ | ------ |
| Běloši                    | 48,5 % | 53,6 % | 71,4 % | 95,0 % |
| —Nehispánští běloši       | 41,9 % | 46,6 % | 60,4 % | 92,5 % |
| Černoši                   | 6,1 %  | 10,9 % | 13,4 % | 0,8 %  |
| Hispánci (jakékoliv rasy) | 15,1 % | 13,9 % | 11,6 % | 2,5 %  |
| Asiaté                    | 33,3 % | 29,1 % | 13,3 % | 4,2 %  |

## Kultura
V roce 1876 se zde narodil spisovatel Jack London.
Dne 15. října 1932 zahájila svou činnost sanfranciská Opera premiérou Pucciniho Toscy.
Dne 8. prosince 1911 odehrál nově založený Sanfranciský symfonický orchestr svůj první koncert pod taktovkou  Henryho Hadleye. V roce 1980 dostal orchestr novou koncertní halu Louise M. Davies Symphony Hall, pojmenovanou po štědré mecenášce.
Město bylo v 50. létech 20. století centrem spisovatelů a umělců beatnické generace a stopy jejich působení jsou ve městě znát dodnes. Sídlí zde známé knihkupectví a vydavatelství básníka Lawrence Ferlinghettiho, který se velmi zasloužil o první vydání beatnických autorů. Městská čtvrť Haight-Ashbury se v 60. létech stala centrem hnutí hippies. Kromě tisíců příznivců zde žily hudební hvězdy jako Janis Joplin a nebo členové skupiny Grateful Dead.
Město je také centrem amerického liberálního aktivismu a hnutí za práva homosexuálů.

## Sport
- NFL: San Francisco 49ers (sídlí v Santa Claře)
- MLB: San Francisco Giants, Oakland Athletics (sídlí v Oaklandu)
- NBA: Golden State Warriors
- NHL: San Jose Sharks (sídlí v San José)
- MLS: San Jose Earthquakes (sídlí v San José)

## Osobnosti
- Jack London (1876–1916), spisovatel, novinář, reportér a esejista
- Isadora Duncanová (1877–1927), tanečnice a choreografka
- Jan Šanghajský a Sanfranciský (1896–1966), svatý arcibiskup
- Mel Blanc (1908–1989), herec, komik a dabér
- Tony Martin (1913–2012), zpěvák a herec
- Clint Eastwood (* 1930), herec, režisér a filmový producent
- John Young (1930–2018), vojenský pilot a astronaut
- Gary Snyder (* 1930), básník, představitel beat generation a environmentalista
- Stephen Breyer (* 1938), právník, v letech 1994–2022 soudce Nejvyššího soudu Spojených států amerických
- Natalie Wood (1938–1981), herečka
- Jerry Garcia (1942–1995), zpěvák a kytarista, frontman skupiny Grateful Dead
- Danny Glover (* 1946), herec
- David Strathairn (* 1949), herec
- Michael Shrieve (* 1949), bubeník rockové skupiny Santana
- Steve Jobs (1955–2011), zakladatel společnosti Apple
- B.D. Wong (* 1960), herec
- Kirk Hammett (* 1962), kytarista hrající v kapele Metallica
- Benjamin Bratt (* 1963), herec
- Courtney Love (* 1964), rocková muzikantka, členka zaniklé grungeové skupiny Hole
- Liev Schreiber (* 1967), herec
- Daniel Handler (* 1970), spisovatel
- Eric Dane (* 1972), herec
- Alicia Silverstoneová (* 1976), herečka a modelka
- Brooks Orpik (* 1980), bývalý profesionální hokejista, dvojnásobný držitel Stanley Cupu
- Jamie Chung (* 1983), herečka
- Shannon Rowburyová (* 1984), atletka, běžkyně na střední tratě
- Darren Criss (* 1987), herec, zpěvák, skladatel a textař

## Partnerská města
- Abidjan, Pobřeží slonoviny
- Assisi, Itálie
- Burgas, Bulharsko
- Caracas, Venezuela
- Cork, Irsko
- Haifa, Izrael
- Ho Či Minovo Město, Vietnam
- Manila, Filipíny
- Osaka, Japonsko
- Paříž, Francie
- Soul, Jižní Korea
- Sydney, Austrálie
- Šanghaj, Čína
- Thessaloniki, Řecko
- Tchaj-pej, Tchaj-wan
- Vladivostok, Rusko
- Zürich, Švýcarsko